# Aeroportul Angelina County
Aeroportul Angelina County (IATA: LFK, ICAO: KLFK, FAA LID: LFK) este un aeroport din Texas, Statele Unite ale Americii ce deservește zona Lufkin⁠(d). Aeroportul a fost tranzitat în 2019 de 8 pasageri.
Situat la o altitudine de 90 m, aeroportul dispune de 2 piste.

## Infrastructură

### Piste
Aeroportul dispune de 2 piste. Pista 7/25 are suprafața de asfalt și dimensiunile 5.400 picioare × 100 picioare. Pista 15/33 are suprafața de asfalt și dimensiunile 4.311 picioare × 100 picioare. 